# Ahmed Mahamoud Silanyo
Ahmed Mahamed Mahamoud Silanyo (somaliska: Axmed Maxamed Maxamuud (Siilaanyo), arabiska: احمد محمد محمود سيلانيو), född 1938 i Burao, död 15 november 2024 i Hargeisa, var president i den självutropade staten Somaliland från 2010 till 2017 då han efterträdde Dahir Riyale Kahin.